# Hovhannes Katchaznouni
Hovhannes Katschasnuni, Hovhannes Kachaznouni ou Hovhannes Katchaznouni (em armênio/arménio:  Յովհաննէս Քաջազնունի) (1 de fevereiro de 1867 em Akhaltsikhe, Geórgia - 1938 em Erevan, República Socialista Soviética da Armênia) foi o primeiro primeiro-ministro da República Democrática da Armênia (o primeiro estado armênio fundado em maio de 1918, mas não reconhecido internacionalmente) de 30 de maio de 1918 a 28 de maio de 1919, sendo também membro da Federação Revolucionária Armênia.